# Hassan Bosso
Hassan Bosso (* 10. September 1969) ist ein nigerianischer Leichtathlet.
Bosso, mit einer 1993 erzielten Bestzeit von 46,06 s, war Teil der 4 × 400-m-Staffel seines Landes bei den Olympischen Spielen in Barcelona 1992. Nachdem sie als Vorlaufvierte mit der drittbesten je von einer Staffel ihres Landes erzielten Zeit (3:00:39) den Endkampf erreichten, wurden sie in der Besetzung Bosso/Emmanuel Okoli/Sunday Bada/Udeme Ekpeyong im Finale Fünftplatzierte. Bosso ist 1,80 m groß und wog zu Wettkampfzeiten 84 kg.